# Tiamastus plesius
Tiamastus plesius är en loppart som beskrevs av Jordan 1942. Tiamastus plesius ingår i släktet Tiamastus och familjen Rhopalopsyllidae. Inga underarter finns listade i Catalogue of Life.